# Xanthoparmelia salamphixantha
Xanthoparmelia salamphixantha är en lavart som beskrevs av Hale. Xanthoparmelia salamphixantha ingår i släktet Xanthoparmelia och familjen Parmeliaceae.   Inga underarter finns listade i Catalogue of Life.